# Estación de Montabliz
La Estación de Montabliz es una estación ferroviaria sin servicio situado en el municipio de Bárcena de Pie de Concha, más concretamente en la localidad deshabitada de Montabliz, entre las estaciones de Pujayo y Pesquera. Pertenece a la Línea Palencia-Santander que es la 160 según la numeración de Adif, y se encuentra en el PK 448,520 y a una altitud de 457 m.
Fue construida allí debido al gran desnivel y a la distancia que hay entre las estaciones de Bárcena de Pie de Concha y Pesquera. Montabliz era un lugar en el que se podían cruzar trenes y, además, poseía una vía de apartado. Los trenes, tanto de Cercanías como Regionales ya no efectúan parada en la estación desde 2004, debido a que está lejos de otros pueblos habitados, como Pie de Concha.

Desde el 31 de diciembre de 2004 la estación es posesión de Adif.

## La estación
Se encuentra entre dos túneles. El edificio original era de dos alturas y de un solo cuerpo. En una fecha desconocida, el edificio fue sustituido por el actual, que es una caseta de piedra en cuyo interior se encuentran los enclavamientos. Actualmente se conservan las tres vías originales, una de ellas es vía muerta, aunque solo se usa la general. El acceso a la estación es muy complicado.